# نیورویل (نیویورک)
نیورویل (به انگلیسی: Niverville) یک منطقهٔ مسکونی در ایالات متحده آمریکا است که در شهرستان کلمبیا، نیویورک واقع شده‌است. نیورویل ۸٫۹ کیلومتر مربع مساحت و ۱٬۶۶۲ نفر جمعیت دارد و ۸۹ متر بالاتر از سطح دریا واقع شده‌است.